# 뇌물

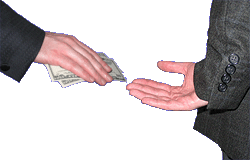
뇌물

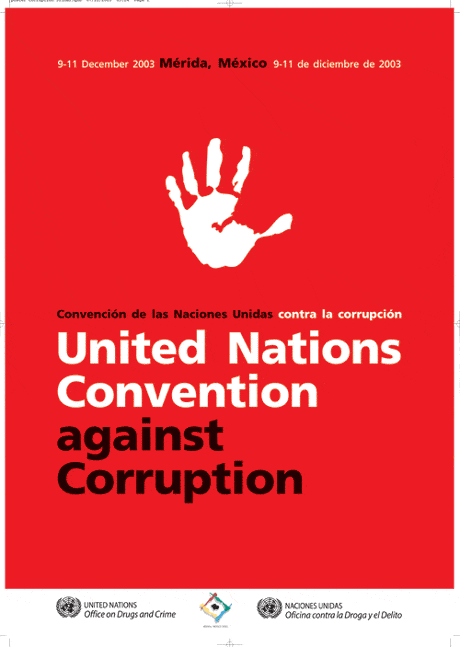
유엔 부패 방지 협약

뇌물(賂物, 문화어: 뢰물, 꾹돈, 영어: bribery)은 어떤 직위 또는 권한이 있는 사람을 매수하여 사적인 일에 이용하기 위해 건네는 돈이나 물건 따위이다. 대부분의 국가는 뇌물을 주고 받는 행위를 정의에 반하는 범죄로 규정한다.

## 뇌물의 시초
기원전 15세기 고대 이집트 시대 때부터 이미 뇌물은 사회의 골칫거리였다. 당시 이집트 왕조는 뇌물을 '공정한 재판을 왜곡하는 선물'로 규정하고, 처벌을 면할 목적으로 선물을 살포하는 행위를 단속했다고 한다.

## 촌지
촌지(寸志, すんし, 슨시)는 대한민국 등 아시아에서 학부모와 교장을 비롯한 교직원간 부정행위를 벌여 비리를 일으키는 것을 의미한다. 촌지는 원래 일본식 한자어였으며, 처음에는 어떤 이로부터 은혜를 입었을 때 고마움의 뜻으로 작은 정성을 표시하던 것에서 유래한 촌지가, 일제에 굽실거리는 사람들이 늘어나고 해방 이후 학교간 비리가 심해지면서 점차 그 규모가 커지고 정경유착(정치계와 경제계가 서로 짜며 뇌물을 주고받는 행위)이 일반인에게 전해지면서 지금은 뇌물의 성격을 띠게 되어버렸다. 결국 현재는 고마움을 전하는 의미가 아니라 사사로운 이익을 얻기 위해 권력자에게 주는 정당하지 못한 돈이나 물건을 뜻하는 말로 인식되고 말았다. 대한민국 형법은 이 행위를 불법이라고 규정하고 있다.

## 법적 규율
뇌물죄(賂物罪)의 객체인 뇌물은 직무에 관한 행위에 대한 불법한 보수를 말한다. 직무에 관계되지 않은 사적 행위, 예를 들면 초등학교 교원이 과외수업에 대한 사례를 받아도 수뢰죄는 되지 않는다. 그러나 직무에 관계되는 것이라면 특정한 직무에 관한 것이든 포괄적으로 관계된 것이든을 불문하고 뇌물로 인정되며 또한 과거의 행위나, 장래행위에 관련된 사례도 뇌물이 된다. 직무행위에 대한 사례와 직무행위 아닌 행위에 대한 사례가 불가분으로 포괄되어 제공된 때 공무원이 그 사정을 알고 수수(收受)한 경우에는 포괄하여 뇌물로 된다. 뇌물의 내용은 금품 기타의 재산상의 이익에 한하지 않으며 사람의 수요 또는 욕망을 채우는 데 족한 일체의 이익이 그 내용으로 될 수 있다. 금융, 지위의 제공, 정교(情交) 등이 그 예이다. 직무행위의 대가로 보이지 않는 정도의 사교상의 선물(추석·세모·전별금)은 뇌물이 아니다. 일반상식으로 사교적 의례를 넘어서 그 시기와 내용상 실질적으로 직무의 대가로 보지 않을 수 없는 것은 뇌물로 간주한다(판례). 뇌물은 직무에 관한 수수·요구·약속됨을 요한다. '직무에 관하여'라고 하는 것은 직무행위 또는 직무와 밀접한 관계를 가진 행위라는 뜻이다(판례). 직무의 공정을 의심할 우려가 있으면 처벌할 필요가 있기 때문이다.

## 같이 보기
- 국제 투명성 기구
- 뇌물죄